# Hamish Turnbull
William Hamish Turnbull (Morpeth, 13 luglio 1999) è un pistard britannico, specialista delle gare veloci e vincitore della medaglia di bronzo nella velocità a squadre ai Mondiali 2022.

## Palmarès
- 2017 (Juniores)

Campionati britannici, Velocità Junior
- 2020

Campionati britannici, Velocità
- 2021

Campionati europei, Velocità a squadre Under-23 (con Alistair Fielding, Hayden Norris e James Bunting)
- 2022

Campionati britannici, Velocità a squadre (con Jack Carlin, Alistair Fielding e Joseph Truman)
- 2023

Campionati britannici, Keirin
Grand Prix Deutschland, Velocità (Cottbus)
Grand Prix Deutschland, Keirin (Cottbus)
- 2024

Grand Prix Deutschland, Velocità a squadre (Cottbus, con Jack Carlin ed Ed Lowe)

## Piazzamenti

### Competizioni mondiali
- Campionati del mondo

Aigle 2016 - Velocità a squadre Junior: 6º
Aigle 2016 - Keirin Junior: 12º
Aigle 2016 - Velocità Junior: 12º
Montichiari 2017 - Velocità a squadre Junior: 4º
Roubaix 2021 - Velocità a squadre: 5º
Roubaix 2021 - Keirin: 21º
Roubaix 2021 - Velocità: 16º
Saint-Quentin-en-Yvelines 2022 - Velocità a squadre: 3º
Saint-Quentin-en-Yvelines 2022 - Velocità: 5º
Glasgow 2023 - Velocità a squadre: 4º
Glasgow 2023 - Keirin: 12º
- Giochi olimpici

Parigi 2024 - Velocità: 6º
Parigi 2024 - Keirin: 11º
Parigi 2024 - Velocità a squadre: 2º

### Competizioni continentali
- Campionati europei

Montichiari 2016 - Velocità a squadre Junior: 3º
Montichiari 2016 - Chilometro a cronometro Junior: 10º
Montichiari 2016 - Velocità Junior: 7º
Anadia 2017 - Velocità a squadre Junior: 5º
Anadia 2017 - Velocità Junior: 14º
Aigle 2018 - Velocità a squadre Under-23: 5º
Aigle 2018 - Velocità Under-23: 6º
Gand 2019 - Velocità a squadre Under-23: 8º
Gand 2019 - Velocità Under-23: 9º
Gand 2019 - Keirin Under-23: 13º
Apeldoorn 2021 - Velocità a squadre Under-23: vincitore
Apeldoorn 2021 - Velocità Under-23: 7º
Grenchen 2021 - Velocità a squadre: 4º
Grenchen 2021 - Velocità: 11º
Grenchen 2021 - Keirin: 9º
Monaco di Baviera 2022 - Velocità a squadre: 3º
Monaco di Baviera 2022 - Velocità: 4º
Monaco di Baviera 2022 - Keirin: 8º
Grenchen 2023 - Velocità a squadre: 2º
Grenchen 2023 - Velocità: 11º
Grenchen 2023 - Keirin: 10º
Apeldoorn 2024 - Velocità a squadre: 7º
Apeldoorn 2024 - Velocità: 4º
Apeldoorn 2024 - Keirin: 4º